# Asela de Armas Pérez
Asela de Armas Pérez (* 6. Dezember 1954 in Santa Clara; † 7. Juli 2021 ebenda) war eine kubanische Schachspielerin, die den Titel einer Internationalen Meisterin der Frauen (WIM) seit 1978 innehatte.

## Biographie
Von Anfang der 1970er Jahre bis zu den späten 1980er Jahren war sie eine der führenden kubanischen Schachspielerinnen. Asela de Armas Pérez hat die Kubanische Schachmeisterschaft der Damen zehn Mal gewonnen (1971, 1973, 1974, 1975, 1976, 1977, 1978, 1979, 1986 und 1988).
Asela de Armas Pérez nahm drei Mal an Interzonenturnieren anlässlich von Damenweltmeisterschaften teil:
- 1979, am Interzonenturnier Alicante 1979 mit einem geteilten 11.–12. Platz;[2]
- 1985, am Interzonenturnier Havanna 1985 mit einem geteilten 11.–12. Platz;[3]
- 1987, am Interzonenturnier Smederevska Palanka 1987, wo sie den 14. Platz errang.[4]

Asela de Armas Pérez spielte für Kuba auch bei den Schacholympiaden der Damen:
- 1984, am zweiten Brett bei der 26. Schacholympiade (Damen) in Thessaloniki (+2 =5 −4),
- 1986, am zweiten Brett bei der 27. Schacholympiade (Damen) in Dubai (+3 =5 −4),
- 1988, am ersten Brett bei der 28. Schacholympiade (Damen) in Thessaloniki (+3 =1 −6),
- 1990, am zweiten Brett bei der 29. Schacholympiade (Damen) in Novi Sad (+3 =2 −3).

Sie starb am 7. Juli 2021 im Alter von 66 Jahren in ihrem Geburtsort Santa Clara an Krebs.